# 나영석
나영석(羅䁐錫, 1976년 4월 15일~)은 대한민국의 연출가이다.

## 생애
충청북도 청주시 출생이다. 2001년 연세대학교 행정학과를 졸업하고 KBS 27기 공채 프로듀서로 데뷔했다. 해피선데이의 1박 2일 연출을 통해 주목 받았다. 2012년 1월 1일 KBS 예능본부의 차장급으로 승진하였으나, 2012년 12월 18일 KBS에 사직서를 제출하고 2013년 1월 2일에 CJ ENM으로 이적하였다. tvN 《꽃보다 시리즈》, 《삼시세끼 시리즈》, 《신서유기 시리즈》[1박2일] 등이 흥행하며, 2015년 5월 27일 제51회 백상예술대상에서 TV부문 대상을 받았다.

### KBS사직,tvN으로 이적
2012년 12월 KBS를 사직하고, 2013년 1월 tvN으로 이적했다. 그는 KBS 사직의 이유에 대해 한 언론사와의 인터뷰에서 다음과 같이 밝혔다.

-2010년 노조 파업 집회에서 연설한 것과 KBS 사직에 어떤 연관이 있지 않을까 하고 추측하는 이들이 많다.
“그건 사실이 아니다. 뭐, 오다가다 마주치면 불편한 얼굴로 날 쳐다는 봤지만 그래도 KBS가 좋은 회사인 것이 ‘너 때문에 피곤하게 됐지만 이해 못하진 않아’ 그런 분위기가 있었다. 회사를 옮긴 건 그야말로 개인적인 판단이다.”
-개인적인 이유를 물어봐도 되나? 작년 10월 KBS에 대한 국정감사에서 “왜 유능한 피디들이 KBS를 떠나냐?”는 질문을 받았을 때 KBS 쪽은 나영석 PD 등을 언급하면서 “그들이 떠난 건 돈 때문”이라고 말했다. 그에 대해서 공식적, 비공식적으로 당신은 아무 반론도 제기하지 않았다.
“굳이 반론을 제기해야 하는지 몰랐다.”
-그럼 시인한단 뜻인가?
“여기 오면서 돈을 받은 건 사실이니까 할 말은 없다.”
-그렇게 미련이 많았는데 KBS를 그만두기로 결심한 결정적 계기가 뭔가?
“그때...그때가 인생이 싫어질 때. 1박 2일로 너무 지치고 힘든데, 그 무게에 버거워 뒤로 쓰러질 것 같았을 때다. 회사에 시즌제로 하자는 제안도 했었다. 작가나 연기자, 아무 데도 안 간다고, 지금 소재도 떨어졌으니 요 멤버들 고대로 최소 3개월이나 반년만이라도 좀 쉬었다 하자고.... 근데 그런 게 공중파(지상파)에선 받아들여질 수가 없는 거다. 경제논리니까. 방송 한번 죽으면 10억이 사라지고, 반년이면 240억인데... 공영방송이라고 해도 실상은 시청률 경쟁과 광고 수주 경쟁이 전부니까.”

## 일화
- 2021년 대한민국 정부로부터 방송영상산업발전유공 부문 문화포장을 받았다.

- 2023년 채널 십오야 프로그램 나영석의 와글와글에서 밝히길 응답하라 1994의 삼천포의 첫 등장씬은 실제 에피소드를 이우정이 각색한 것이다. 
  - 나영석이 대학생이 되어 처음 상경했을 때 처음 지하철을 타서 환승을 하는데 당연히 새 표를 사야하는 줄 알고 역사에서 나가고 다시 들어와서 표를 사서 신촌에 갔다.
  - 나영석은 심각한 길치여서 연세대학교 앞에서 하숙을 하다가 하숙집을 옮겼는데 오전에 이사를 하고 하교한 이후 다시 가려는데 못찾아서 대통령들과 고관대작들이 살던 연희동 부촌 저택에 들어갔다가 경찰들한테 잡혔다고 한다.

- 대표작으로는 1박 2일(시즌1), 꽃보다 할배, 꽃보다 누나, 꽃보다 청춘, 삼시세끼, 신서유기, 강식당, 윤식당, 알쓸신잡, 스페인 하숙, 출장 십오야, 뿅뿅 지구오락실, 서진이네, 콩콩팥팥,나홀로 이식당 등이 있다.

- 2021년 기준 웹젠 대주주(3694억원)인 김병관 제20대 국회의원은 "나영석 PD는 세계 최고의 PD"라고 언급했다.

## 학력
- 1988년 덕성초등학교 졸업
- 1991년 대성중학교 졸업
- 1994년 청주신흥고등학교 졸업
- 연세대학교 행정학 학사 (94학번) 졸업

## 경력
- 2001년 1월: KBS 예능본부 프로듀서
- 2012년 1월 ~ 2012년 12월: KBS 예능본부 차장
- 2013년 1월 ~ 2018년 7월: CJ ENM 프로듀서
- 2018년 7월 ~ 2023년 1월: CJ ENM E&M 부문 프로듀서
- 2023년 1월 ~ : 에그이즈커밍 PD

## 출연
- 2013년 tvN 《응답하라 1994》 ... 복불복 하숙생 역 (특별 출연)
- 2014년 tvN 《감자별 2013QR3》 ... 경찰관 역 (특별 출연)
- 2020년 tvN 《마포멋쟁이》 ... 나영석 PD
- 2015년 ~ 2020년 tvN 《신서유기》 ... 나영석 PD
- 2021년 채널 십오야 《출장 십오야》 ... 나영석 PD
- 2021년  tvN  《슬기로운 의사생활 시즌2》 ... 장영석PD 역 (특별 출연)
- 2024년 tvN 《밥이나 한잔해》 … 나영석 PD (게스트 출연)
- 2025년  tvN  《언젠가는 슬기로울 전공의생활》 ... 장영석PD 역 (특별 출연)
- 2025년 유튜브 《핑계고》… 나영석 PD (게스트 출연)

## 홍보대사
- 2013년 충북광역정신건강증진센터 홍보대사
- 2015년 세계친환경디자인박람회 명예홍보대사
- 2017년 천주교청주교구 홍보대사
- 2023년 충북대학교병원 홍보대사

## 수상 경력
- 2009년 3월 6일 - 제21회 한국 PD대상 TV예능부문 작품상
- 2011년 9월 2일 - 제38회 한국 방송대상 TV예능부문 작품상
- 2011년 10월 19일 - 제10회 산의 날 국무총리 표창
- 2014년 11월 17일 - 대한민국 대중문화예술상 국무총리 표창
- 2015년 5월 26일 - 제51회 백상예술대상 TV부문 대상
- 2023년 3월 KBS를 빛낸 50인
- 2024년 제60회 백상예술대상 TV 부문 남자 예능상

## 저서
- 《어차피 레이스는 길다》 - 단독 저자 / 2012년 12월 3일 출간 / 문학동네
- 《PD, Who & How》 - 공동 저자 / 2005년 6월 7일 출간 / 커뮤니케이션북스

## 같이 보기
- 이명한 (연출가)
- 이우정 (작가)
- 신원호 (연출가)